# Kamieńskie (stacja kolejowa)
Kamieńskie – stacja kolejowa w mieście Kamieńskie, w obwodzie dniepropietrowskim, na Ukrainie.